# Gmina Sydthy
Gmina Sydthy (duń. Sydthy Kommune)  istniejąca w latach 1970-2006 gmina w Danii w okręgu Vibirg Amt. Siedzibą władz gminy było miasto Hurup Thy. Gmina Sydthy została utworzona 1 kwietnia 1970 na mocy reformy podziału administracyjnego Danii. Po kolejnej reformie administracyjnej w roku 2007 weszła w skład gminy Thisted.

## Dane liczbowe (przed likwidacją)
- Liczba ludności: (♀ 5 694 + ♂ 5 545) = 11 239
  - wiek 0-6: 8,0 %
  - wiek 7-16: 13,8 %
  - wiek 17-66: 61,2 %
  - wiek 67+: 17,0 %
- zagęszczenie ludności: 35,0 osób/km²
- bezrobocie: 3,7 % osób w wieku 17-66 lat
- cudzoziemcy z UE, Skandynawii i USA: 111 na 10.000 osób
- cudzoziemcy z krajów Trzeciego Świata: 156 na 10.000 osób
- liczba szkół podstawowych: 4 (liczba klas: 65)